# Transatlantica Italiana
La Transatlantica Italiana, ufficialmente Transatlantica Italiana Società Anonima di Navigazione, fu una compagnia di navigazione attiva con questo nome dal 1914 al 1932. La compagnia ebbe origine nel 1886, cambiando poi proprietà diverse volte; prese il nome di Ligure Romana nel 1894 e poi di Ligure Brasiliana nel 1897, assumendo poi la sua denominazione definitiva nel 1914. Nel 1932, dopo un lungo periodo di difficoltà economiche, la compagnia fu liquidata.

## Storia

### Dalle origini alla Ligure Brasiliana (1886 - 1897)
La compagnia ebbe origine nel 1886, quando il commendatore Bartolomeo Mazzino, in società col barone Michele Lazzaroni, acquistò un piroscafo di costruzione inglese, il Nant Conway, di 1 973 tonnellate di stazza lorda, per destinarlo al trasporto di emigranti verso il Sud America Il piroscafo, rinominato Giulio Mazzino e adattato per trasportare 5 passeggeri in cabina e 786 emigranti in stiva, entrò in servizio nel 1887, effettuando due viaggi con un totale di 1459 passeggeri. I buoni risultati spinsero Mazzino ad acquistare, l'anno seguente, un secondo piroscafo, ribattezzato Città di Roma e capace di trasportare 10 passeggeri in cabina e 1068 emigranti. Nel 1891 la compagnia si espanse ulteriormente, acquistando due piroscafi di nuova costruzione da 2 974 tonnellate di stazza, il Michele Lazzaroni e il Giulio Cesare, che furono anch'essi destinati alle linee verso Brasile e Argentina. Nel 1892 tre dei quattro piroscafi della compagnia furono ceduti in gestione alla G.B. Gastaldi di Genova, venendo destinati a traffici merci verso l'Estremo Oriente; l'anno seguente le navi furono noleggiate alla Gondrand di Genova.
Nel 1894 la compagnia fu convertita in società anonima e prese la denominazione di Ligure Romana. La nuova compagnia si vide trasferire i quattro piroscafi già di proprietà del Mazzino; il Michele Lazzaroni fu rinominato Remo e il Città di Roma Romolo. Due piroscafi rimasero noleggiati alla Gondrand, mentre gli altri due continuarono a effettuare servizio verso il Brasile. Nel 1895 il Romolo e il Giulio Mazzino furono ceduti, mentre il Remo e il Giulio Cesare furono noleggiati all'armatore Cresta di Genova, continuando a essere impiegati sulle linee verso il Brasile con i nuovi nomi di Parà e Maranhao. 

### La Ligure Brasiliana (1897 - 1913)

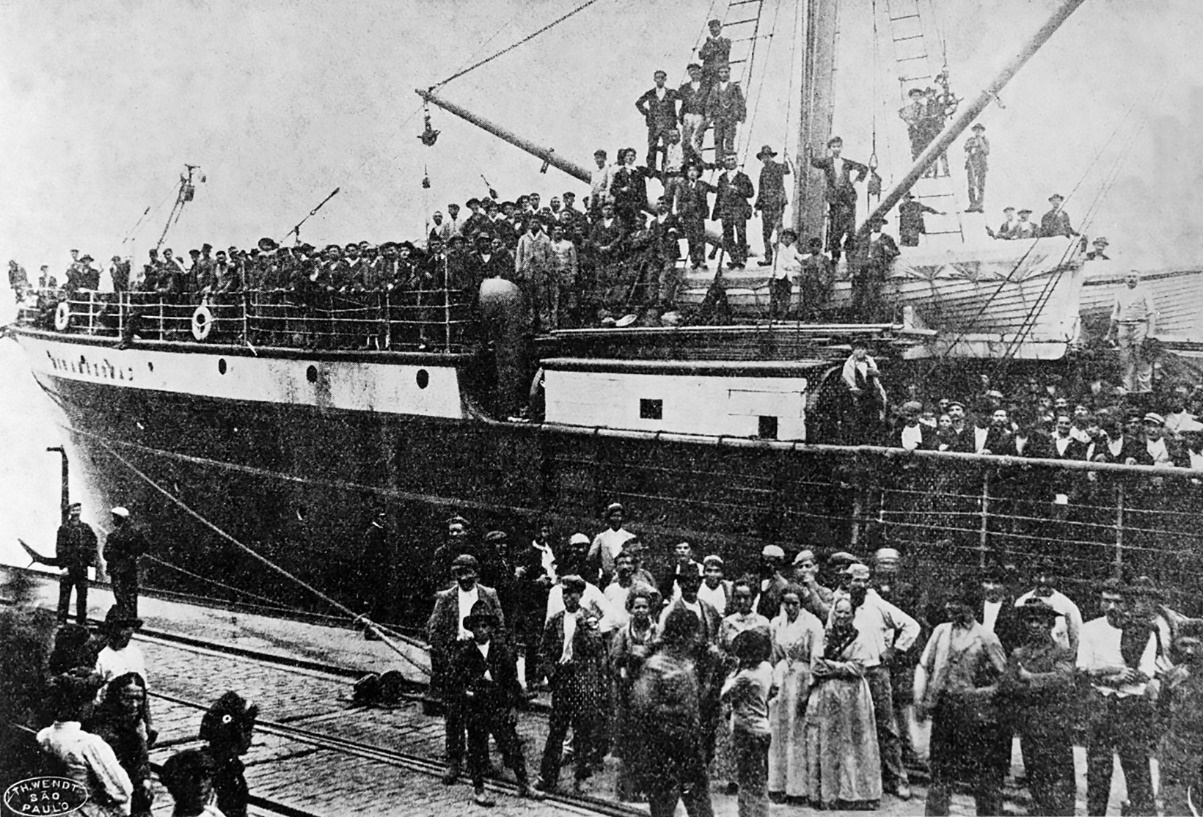
Emigranti italiani sbarcano a Santos dal piroscafo Rio Amazonas della Ligure Brasiliana nel 1907.

Nel maggio 1896 Giacomo Cresta e il socio G.B. Repetto acquisirono la maggioranza della società, che il 30 maggio spostò la propria sede a Genova; in flotta entrò il piroscafo  Re Umberto, gemello del Remo. Il 29 dicembre 1897 la compagnia mutò nome in "Ligure Brasiliana"; il Parà cambiò nuovamente nome in Minas e la compagnia si dedicò a una nuova linea verso il Brasile settentrionale, con scali a Belem e Manaus. 
Nel 1898 la compagnia acquistò un quarto piroscafo, il Colombo, di 2 398 tonnellate di stazza lorda e capace di trasportare 102 passeggeri in cabina e 650 emigranti in stiva. Il Minas fu dedicato alla linea per il sud del Brasile e l'Argentina, insieme ad altri piroscafi noleggiati, mentre il Maranhao, rinominato Rio Amazonas, il Re Umberto e il Colombo furono assegnati alla linea per il nord del Brasile. Nel 1900 la Ligure Brasiliana fu trasformata in società anonima; nel 1902, alcuni dei soci costituirono la compagnia "La Mediterranea", che aveva come scopo il trasporto tra Genova e Napoli degli emigranti meridionali. Negli anni seguenti la linea per il nord del Brasile diede risultati inferiori alle attese, fino ad essere abbandonata nel 1904; riscosse invece maggior successo la linea verso il sud del Brasile e l'Argentina, per la quale nel 1906 furono noleggiati i piroscafi Batavia e Bulgaria della Hamburg Amerika Linie. Nonostante i buoni risultati ottenuti, gli anni seguenti videro maggiori difficoltà, sia per via di un momentaneo calo del mercato, sia per la concorrenza dei nuovi piroscafi messi in servizio dalla Navigazione Generale Italiana, dal Lloyd Sabaudo e dal Lloyd Italiano. Nel dicembre 1908 la compagnia passò quindi di mano agli armatori Parodi di Genova. 
Nel luglio 1911 la Ligure Brasiliana acquistò i piroscafi del Lloyd Italiano Florida e Virginia, di circa 5 100 tonnellate di stazza, ribattezzandoli Cavour e Garibaldi e destinandoli, dopo averli sottoposti a lavori di ristrutturazione, alle linee per il Brasile. I due nuovi piroscafi sostituirono il Re Umberto e il Minas, ormai obsoleti, che passarono ad altre compagnie di proprietà dei Parodi. Tra il 1911 e il 1913 i tre piroscafi rimasti alla Ligure Brasiliana furono requisiti, per diversi periodi, nel contesto della guerra guerra italo-turca. Nel giugno 1913, terminata l'ultima requisizione, il Rio Amazonas fu venduto alla "La Mediterranea".

### Transatlantica Italiana (1914 - 1925)
Nel 1913 la Hamburg Amerika Linie acquistò il 90% delle quote di capitale della Ligure Brasiliana, che nel 1914 assunse la nuova denominazione Transatlantica Italiana Societa Anonima di Navigazione; le navi della compagnia continuarono però a rimanere iscritte nel Registro Navale Italiano e a sventolare la bandiera della Marina Mercantile Italiana. La nuova proprietà decise un forte aumento di capitale, portandolo a 5 000 000 di lire, e ordinò la costruzione di due nuovi piroscafi gemelli al Cantiere navale di Riva Trigoso, con l'obiettivo di inserire la compagnia nei traffici per il Nord America. Il primo dei due nuovi piroscafi, il Dante Alighieri, fu varato il 28 settembre 1914, entrando in servizio tra Genova e New York il 10 febbraio dell'anno seguente; il secondo piroscafo, Giuseppe Verdi, entrò in servizio il 4 novembre del 1915. 
Nonostante un ulteriore raddoppio del capitale sociale sottoscritto dalla Hamburg Amerika Linie nel febbraio 1915, l'ingresso dell'Italia nel primo conflitto mondiale nel maggio successivo rese problematico il fatto che la compagnia fosse di proprietà tedesca. Nel giugno 1915 il dr. Otto Ecker fu costretto a dimettersi dal consiglio di amministrazione in quanto cittadino tedesco e in seguito Venceslao Carrara, altro componente del consiglio di amministrazione, acquistò la maggioranza delle azioni in mano alla Hamburg Amerika Linien con il contributo della Banca d'Italia. Nonostante ciò, la Transatlantica fu oggetto di una campagna stampa negativa, in seguito alla quale, il 29 aprile 1917, il prefetto di Genova ne impose il regime di sindacato. Nell'agosto 1917 fu deliberato un raddoppio a 20 000 000 di lire del capitale sociale, sottoscritto in maggioranza dalla Società Nazionale di Navigazione dei Perrone, proprietari dell'Ansaldo. Il gruppo Ansaldo si trovò quindi a possedere la maggioranza della compagnia e il regime di sindacato fu revocato nel gennaio 1918.
Negli anni della guerra i piroscafi della Transatlantica furono più volte requisiti dalle autorità italiane, per essere impiegati principalmente come trasporti truppe; il 12 dicembre 1917 il Cavour naufragò dopo una collisione con il Caprera. Il Giuseppe Verdi e il Dante Alighieri ripresero il servizio di linea per New York nel luglio 1919.
Nel frattempo, la compagnia aveva iniziato un ambizioso programma di ampliamento della flotta. Furono ordinati ai cantieri Ansaldo sei piroscafi merci, tre da realizzare nel cantiere navale del Muggiano e tre nel cantiere navale di Sestri Ponente. Successivamente, vista l'impossibilità di ordinare ulteriori unità passeggeri, fu deciso di trasformare i piroscafi da carico ordinati in unità miste, ma le sistemazioni per i passeggeri aggiunte risultarono inevitabilmente una soluzione di ripiego. Nel marzo 1919 fu poi deciso un ulteriore aumento di capitale di 80 000 000 di lire, allo scopo di noleggiare alcune unità da carico destinate a una linea per il Centro America e alla futura costruzione di sei unità miste, che avrebbero dovuto prendere i nomi di Pasubio, Monte Grappa, Cadore, Sette Comuni, Sabotino e Carso. Queste unità non furono mai realizzate, così come non si concretizzarono i piani, più volte ribaditi dalla compagnia, di ordinare due piroscafi passeggeri di elevato tonnellaggio.
Nel 1920 furono effettuati due viaggi sperimentali per una nuova linea merci e passeggeri da Costantinopoli a New York, impiegando il piroscafo noleggiato Henry R. Mallory; la linea non diede i risultati sperati e fu abbandonata. 
La costruzione dei sei piroscafi ordinati alla Ansaldo si protrasse per più tempo del previsto: il primo ad entrare in servizio fu il Cesare Battisti, che partì per il suo primo viaggio verso il Sud America il 21 agosto 1922. I due successivi, Nazario Sauro e Ammiraglio Bettolo, entrarono in servizio solo nel 1924, mentre il Leonardo da Vinci portò a termine il suo primo viaggio nel 1925. In questo periodo la situazione economica della Transatlantica cominciò ad aggravarsi: le nuove unità ottennero dei risultati molto deludenti, non potendo garantire sistemazioni passeggeri né velocità di servizio sul livello dei piroscafi messi in linea dalle principali compagnie concorrenti; il ritardo nella consegna e i costi superiori a quanto preventivato, anche a causa dell'inflazione, aggravarono ulteriormente la situazione. L'entrata in servizio di due piroscafi merci, Caffaro e Casaregis, sulla linea merci per il Centro America e il Sud Pacifico, non risollevò le sorti della compagnia, che dopo aver mantenuto i bilanci in attivo dal 1919 al 1923 chiuse il 1924 con una pesante perdita di quasi 5 000 000 di lire.

### Compagnia Italiana Transatlantica (CI.TRA.) (1925 - 1932)

Le motonavi gemelle Olbia e Attilio Deffenu della CI.TRA. ormeggiate a Civitavecchia.

Nel 1925 la Transatlantica prese parte alle gare per l'assegnazione dei servizi di linea sovvenzionati, aggiudicandosi l'esercizio delle linee del "Gruppo I", comprendenti i collegamenti per la Sardegna, la Sicilia, la Libia e l'Africa Orientale Italiana, a fronte di una sovvenzione annua di 43 100 000 lire. Tuttavia, l'assegnazione del contratto alla Transatlantica fu impedita dalla situazione in cui versava il pacchetto azionario della società: col collasso del gruppo Ansaldo nel 1922, infatti, la maggioranza delle azioni della Transatlantica erano state ipotecate presso il Consorzio per sovvenzioni su valori industriali. Per risolvere la situazione, la Banca Nazionale di Credito, che possedeva parte delle azioni della compagnia dal 1922, nel dicembre 1925 contribuì alla costituzione di una nuova società, la Compagnia Italiana Transatlantica (CI.TRA.), che subentrò alla Transatlantica nel contratto per le linee sovvenzionate. La flotta della CI.TRA. fu costituita da ventuno piroscafi: tredici già della liquidata compagnia di navigazione "Italia" (Città di Tripoli, Eritrea, Firenze, Massaua, Menfi, Piemonte, Porto di Alessandretta, Porto di Savona, Sassari, Solunto, Tebe, Tocra e Tolemaide), cinque della "Transatlantica" (Garibaldi, Caffaro, Casaregis e gli ultimi dei sei piroscafi ordinati all'Ansaldo, il Francesco Crispi e il Giuseppe Mazzini), due già delle Ferrovie dello Stato (Città di Bengasi e Città di Cagliari) e uno da carico già della società Etruria (Tripolitania). Per far fronte agli impegni previsti dalle convenzioni, la CI.TRA. ordinò ai cantieri Ansaldo quattro motonavi miste, tre gemelle (Attilio Deffenu, Caralis e Olbia e una di dimensioni maggiori (Arborea). Le unità furono consegnate nel 1929, andando a sostituire i piroscafi Piemonte, Porto di Savona, Tebe e Tolemaide che furono venduti per la demolizione.
Nonostante l'ingresso nei servizi sovvenzionati, la situazione della Transatlantica rimase molto difficile e si aggravò negli anni successivi. La riduzione dei traffici migratori e l'entrata in servizio di unità sempre più grandi e veloci proposte dalla concorrenza forzarono la Transatlantica a fermare via via le proprie navi: nel gennaio 1928 il Dante Alighieri e il Giuseppe Verdi furono venduti ad armatori giapponesi. Il 1928 portò ulteriori difficoltà alla compagnia, che non venne inclusa negli accordi di "pool" tra le principali società di navigazione italiane per le rotte transatlantiche (N.G.I, Cosulich e Lloyd Sabaudo); ulteriori perdite furono dovute alla liquidazione delle società di navigazione Roma e Nazionale, di proprietà dell'Ansaldo. Le restanti navi della compagnia che effettuavano rotte transatlantiche furono fermate; nel 1930 il capitale sociale, già in precedenza dimezzato a 50 000 000 di lire, fu ridotto a un quinto. Nel 1931 la situazione divenne non più recuperabile: respinte dallo Stato la richiesta di un supporto finanziario e la proposta di fusione con la compagnia La Meridionale, la legge 1434 del novembre 1931 decretò la fusione della CI.TRA. con la Flotte Riunite Florio, con quest'ultima che assorbì, nel marzo 1932, il capitale residuo della Transatlantica. La liquidazione della Transatlantica fu conclusa il 30 dicembre 1932; delle quattro unità rimaste in flotta, l'Ammiraglio Bettolo fu venduto ad una compagnia egiziana, mentre il Nazario Sauro, il Cesare Battisti e il Leonardo da Vinci rimasero in disarmo dopo essere entrati a far parte della flotta della Tirrenia, venendo rimessi in servizio solo come trasporto truppe durante la Guerra d'Etiopia. La flotta della CI.TRA. confluì invece in quella della neocostituita Tirrenia - Flotte Riunite Florio-CITRA, risultante dalla fusione con la Florio.

## Livrea
Le navi della Transatlantica avevano scafo nero e sovrastutture bianche. Il fumaiolo era rosso, con il bordo superiore nero e una stella bianca a cinque punte al centro.

## Flotta

### Mazzino, Ligure Romana
La tabella seguente presenta in ordine cronologico le navi che prestarono servizio per la società Mazzino e la Ligure Romana. Non sono incluse le unità noleggiate. Salvo ove diversamente indicato, tutti i dati per ciascuna nave sono tratti dalla fonte indicata nella colonna "Nome". 
| Classe            | Nome              | Tipo            | Anno di costruzione | Stazza lorda (tsl) | Passeggeri | Anni di servizio per Mazzino e Ligure Romana | Note                                                                       |
| ----------------- | ----------------- | --------------- | ------------------- | ------------------ | ---------- | -------------------------------------------- | -------------------------------------------------------------------------- |
| -                 | Giulio Mazzino    | piroscafo misto | 1884                | 1 973              | 791        | 1887 - 1895                                  | venduto ai fratelli Dall'Orso e rinominato Giuseppe                        |
| -                 | Città di Roma     | piroscafo misto | 1888                | 2 032              | 1078       | 1889 - 1895                                  | dal 1894 Romolo, ceduto agli armatori Gillespie                            |
| Michele Lazzaroni | Michele Lazzaroni | piroscafi misti | 1891                | 2 974              | 1101       | 1891 - 1897                                  | dal 1894 Remo, dal 1895 Parà, trasferito alla Ligure Brasiliana come Minas |
| Michele Lazzaroni | Giulio Cesare     | piroscafi misti | 1891                | 2 974              | 1101       | 1891 - 1897                                  | dal 1895 Maranhao, trasferito alla Ligure Brasiliana come Rio Amazonas     |
| Michele Lazzaroni | Re Umberto        | piroscafi misti | 1892                | 2 974              | 1101       | 1896 - 1897                                  | trasferito alla Ligure Brasiliana                                          |

### Ligure Brasiliana
La tabella seguente presenta in ordine cronologico le navi che prestarono servizio per la Ligure Brasiliana. Non sono incluse le unità noleggiate. Salvo ove diversamente indicato, tutti i dati per ciascuna nave sono tratti dalla fonte indicata nella colonna "Nome".
| Classe            | Nome         | Tipo            | Anno di costruzione | Stazza lorda (tsl) | Passeggeri | Anni di servizio per la Ligure Brasiliana | Note                                    |
| ----------------- | ------------ | --------------- | ------------------- | ------------------ | ---------- | ----------------------------------------- | --------------------------------------- |
| Michele Lazzaroni | Minas        | piroscafi misti | 1891                | 2 974              | 1101       | 1897 - 1911                               | ceduto agli armatori Parodi di Genova   |
| Michele Lazzaroni | Rio Amazonas | piroscafi misti | 1891                | 2 974              | 1101       | 1897 - 1913                               | ceduto alla Mediterranea                |
| Michele Lazzaroni | Re Umberto   | piroscafi misti | 1892                | 2 974              | 1101       | 1897 - 1911                               | ceduto agli armatori Parodi di Genova   |
| -                 | Colombo      | piroscafo misto | 1873                | 2 398              | 752        | 1898 - 1907                               | venduto per la demolizione              |
| Florida           | Cavour       | piroscafi misti | 1905                | 5 156              | 1520       | 1911 - 1914                               | trasferiti alla Transatlantica Italiana |
| Florida           | Garibaldi    | piroscafi misti | 1906                | 5 185              | 1520       | 1911 - 1914                               | trasferiti alla Transatlantica Italiana |

### Transatlantica Italiana
La tabella seguente presenta in ordine cronologico le navi che prestarono servizio per la Transatlantica Italiana. Non sono incluse le unità noleggiate. Salvo ove diversamente indicato, tutti i dati per ciascuna nave sono tratti dalla fonte indicata nella colonna "Nome".
| Classe          | Nome               | Tipo            | Anno di costruzione | Stazza lorda (tsl) | Passeggeri | Anni di servizio per la Transatlantica Italiana | Note                                                                                  |
| --------------- | ------------------ | --------------- | ------------------- | ------------------ | ---------- | ----------------------------------------------- | ------------------------------------------------------------------------------------- |
| Florida         | Cavour             | piroscafi misti | 1905                | 5 156              | 1520       | 1914 - 1917                                     | naufragato il 12 dicembre 1917 in seguito a collisione col piroscafo Caprera          |
| Florida         | Garibaldi          | piroscafi misti | 1906                | 5 185              | 1520       | 1914 - 1926                                     | trasferito alla CI.TRA.                                                               |
| Dante Alighieri | Dante Alighieri    | piroscafi misti | 1914                | 9 756              | 2054       | 1915 - 1928                                     | ceduti ad armatori giapponesi                                                         |
| Dante Alighieri | Giuseppe Verdi     | piroscafi misti | 1915                | 9 756              | 2054       | 1915 - 1928                                     | ceduti ad armatori giapponesi                                                         |
| Cesare Battisti | Cesare Battisti    | piroscafi misti | 1922                | 8 430              | 1300 circa | 1922 - 1932                                     | in disarmo, poi confluita nella flotta della Tirrenia - Flotte Riunite Florio-CI.TRA. |
| Cesare Battisti | Nazario Sauro      | piroscafi misti | 1924                | 8 149              | 1300 circa | 1924 - 1932                                     | in disarmo, poi confluita nella flotta della Tirrenia - Flotte Riunite Florio-CI.TRA. |
| Cesare Battisti | Ammiraglio Bettolo | piroscafi misti | 1924                | 8 139              | 1300 circa | 1924 - 1932                                     | venduto ad armatori egiziani                                                          |
| Cesare Battisti | Leonardo da Vinci  | piroscafi misti | 1925                | 7 431              | 1300 circa | 1925 - 1932                                     | in disarmo, poi confluita nella flotta della Tirrenia - Flotte Riunite Florio-CI.TRA. |
| Casaregis       | Casaregis          | piroscafi merci | 1924                | 6 485              | -          | 1924 - 1926                                     | trasferiti alla CI.TRA.                                                               |
| Casaregis       | Caffaro            | piroscafi merci | 1924                | 6 476              | -          | 1924 - 1926                                     | trasferiti alla CI.TRA.                                                               |

### CI.TRA.
La tabella seguente presenta in ordine cronologico le navi che prestarono servizio per la CI.TRA.. Non sono incluse le unità noleggiate. Salvo ove diversamente indicato, tutti i dati per ciascuna nave sono tratti dalla fonte indicata nella colonna "Nome"
| Classe           | Nome                   | Tipo                 | Anno di costruzione | Stazza lorda (tsl) | Passeggeri | Anni di servizio per la CI.TRA. | Note                                                     |
| ---------------- | ---------------------- | -------------------- | ------------------- | ------------------ | ---------- | ------------------------------- | -------------------------------------------------------- |
| Caffaro          | Caffaro                | piroscafi merci      | 1924                | 6 476              | -          | 1926 - 1932                     | trasferiti alla Tirrenia - Flotte Riunite Florio-CI.TRA. |
| Caffaro          | Casaregis              | piroscafi merci      | 1924                | 6 485              | -          | 1926 - 1932                     | trasferiti alla Tirrenia - Flotte Riunite Florio-CI.TRA. |
| -                | Città di Cagliari      | piroscafo passeggeri | 1910                | 2 161              | -          | 1926 - 1932                     | trasferito alla Tirrenia - Flotte Riunite Florio-CI.TRA. |
| Città di Tripoli | Città di Tripoli       | Piroscafi passeggeri | 1915                | 3 044              | 1 150      | 1926 - 1932                     | trasferiti alla Tirrenia - Flotte Riunite Florio-CI.TRA. |
| Città di Tripoli | Città di Bengasi       | Piroscafi passeggeri | 1917                | 2 813              | 926        | 1926 - 1932                     | trasferiti alla Tirrenia - Flotte Riunite Florio-CI.TRA. |
| -                | Eritrea                | piroscafo da carico  | 1918                | 2 301              | -          | 1926 - 1932                     | trasferito alla Tirrenia - Flotte Riunite Florio-CI.TRA. |
| -                | Firenze                | piroscafo passeggeri | 1912                | 3 975              | 1 250      | 1926 - 1932                     | trasferito alla Tirrenia - Flotte Riunite Florio-CI.TRA. |
| -                | Garibaldi              | piroscafo misto      | 1906                | 5 185              | 1520       | 1926 - 1932                     | trasferito alla Tirrenia - Flotte Riunite Florio-CI.TRA. |
| Cesare Battisti  | Giuseppe Mazzini       | piroscafi misti      | 1926                | 7 453              | 282        | 1926 - 1932                     | trasferiti alla Tirrenia - Flotte Riunite Florio-CI.TRA. |
| Cesare Battisti  | Francesco Crispi       | piroscafi misti      | 1926                | 7 453              | 282        | 1926 - 1932                     | trasferiti alla Tirrenia - Flotte Riunite Florio-CI.TRA. |
| -                | Massaua                | piroscafo misto      | 1913                | 1 524              | 67         | 1926 - 1932                     | trasferito alla Tirrenia - Flotte Riunite Florio-CI.TRA. |
| Archimede        | Menfi                  | piroscafi misti      | 1883                | 2 837              | 1070       | 1926 - 1927                     | naufragato al largo di Capo Carbonara                    |
| Archimede        | Tebe                   | piroscafi misti      | 1883                | 2 853              | 1070       | 1926 - 1929                     | venduto per la demolizione                               |
| -                | Piemonte               | piroscafo misto      | 1895                | 2 395              | 122        | 1926 - 1928                     | venduto per la demolizione                               |
| -                | Porto di Alessandretta | piroscafo misto      | 1898                | 4 175              |            | 1926 - 1932                     | venduto per la demolizione                               |
| -                | Porto di Savona        | piroscafo misto      | 1899                | 4 304              |            | 1926 - 1929                     | venduto per la demolizione                               |
| -                | Sassari                | piroscafo misto      | 1897                | 1 489              |            | 1926 - 1932                     | venduto per la demolizione                               |
| -                | Solunto                | piroscafo misto      | 1897                | 3 358              | 1062       | 1926 - ?                        |                                                          |
| -                | Tocra                  | piroscafo misto      | 1901                | 2 864              |            | 1926 - 1932                     | trasferito alla Tirrenia - Flotte Riunite Florio-CI.TRA. |
| -                | Tolemaide              | piroscafo misto      | 1899                | 2 984              |            | 1926 - 1929                     | in disarmo dal 1929, demolito nel 1931                   |
| -                | Tripolitania           | piroscafo misto      | 1918                | 2 766              | 102        | 1926 - 1932                     | trasferito alla Tirrenia - Flotte Riunite Florio-CI.TRA. |
| Classe Caralis   | Caralis                | Motonavi passeggeri  | 1928                | 3 509              | 1 142      | 1928 - 1932                     | trasferite alla Tirrenia - Flotte Riunite Florio-CI.TRA. |
| Classe Caralis   | Attilio Deffenu        | Motonavi passeggeri  | 1929                | 3 514              | 1 142      | 1929 - 1932                     | trasferite alla Tirrenia - Flotte Riunite Florio-CI.TRA. |
| Classe Caralis   | Olbia                  | Motonavi passeggeri  | 1929                | 3 510              | 1 142      | 1929 - 1932                     | trasferite alla Tirrenia - Flotte Riunite Florio-CI.TRA. |
| -                | Arborea                | Motonave passeggeri  | 1929                | 4 959              | 1 534      | 1929 - 1932                     | trasferita alla Tirrenia - Flotte Riunite Florio-CI.TRA. |

## Rotte

### Linee sovvenzionate assegnate alla CI.TRA.
Sulla base delle convenzioni sottoscritte con lo Stato italiano nel 1925, alla CI.TRA. furono assegnate le seguenti rotte: 